# ناهمواری

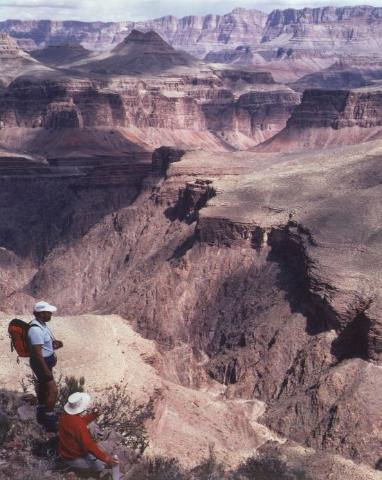
گراند کانیون، آریزونا

ناهمواری شکل طبیعی بخش خارجی پوسته زمین شامل کوه‌ها، دره‌ها، دشت‌ها، جلگه‌ها و فلات‌ها است که به نام چشم‌انداز طبیعی از آن‌ها یاد می‌شود. این اصطلاح گاهی برای بیان تفاوت در اشکال سطح خارجی زمین به‌کار می‌رود. توپوگرافی را نباید با این اصطلاح مترادف دانست.
ناهمواری‌ها به دو دسته پیر و جوان تقسیم می‌شوند.